# ادن گیلت
جان ادن گیلت جان عدن گیلت (زاده ۸ نوامبر ۱۹۵۸) یک بازیگر بریتانیایی که برای بازی در نقش جک مادوکس در خانه الیوت که یکی از سریال‌های بی‌بی‌سی است شناخته می‌شود.

گیلت در شهرستان ادن، یمن، به دنیا آمده است. او در کالج الیزابت تحصیل کرد.

ادن در آکادمی سلطنتی هنرهای دراماتیک آموزش دیده است. او جوایز و افتخارات زیادی دریافت کرده است، از جمله درخت جایزه، جایزه ونبورگ و جایزه رادیو. او در رویال تئاتر، برادوی موفق به دریافت جایزه جهانی تئاتر برای بهترین تازه‌وارد برای عملکرد خوب خود در «یک بازرس تلفن» شد.

او نقش آقای بنکس را در هیاهوی بسیار برای هیچ بازی کرده است. او همچنین در فیلم وام‌گیرندگان در نقش وینسلوی پسر ظاهر شد.

او در تولیدات متعددی که در تئاتر سلطنتی فعال بود در نمایشنامه‌های شکسپیر بازی کرده، از جمله آنتونیوس و کلئوپاترا، هر طور شما دوست دارید، طوفان. و زندگی خصوصی و مرد و مرد فوق‌العاده بازی کرده.

در تلویزیون، او در نقش رابین هود رابین هود در ایوانهو و در نقش پیتر تاونسند در عشق ممنوع شاهزاده خانم مارگارت ظاهر شد، و همچنین در خواهر ملکه نیز ایفای نقش کرده است. او همچنین در برنامه تلویزیون هری انفیلد ظاهر شد.
او با سارا استوارت که خود بازیگر است ازدواج کرده است و صاحب دو فرزند می‌باشند.

## فیلم‌ها
| نام                       | سال  | نقش         | توضیحات                |
| ------------------------- | ---- | ----------- | ---------------------- |
| آقای کلی، آقای کلی        | ۱۹۸۵ | متیو کلی    |                        |
| فلز داغ                   | ۱۹۸۶ | گزارشگر     |                        |
| از خطرات قلب              | ۱۹۸۷ | داماد       |                        |
| پایان دادن                | ۱۹۸۹ | ترور        |                        |
| صفحه دو (سریال تلویزیونی) | ۱۹۹۰ | اولانو      |                        |
| وام‌گیرندگان               | ۱۹۹۷ | وینسلوی پسر |                        |
| تولا: شورش                | ۲۰۱۳ | پدر اسچینک  |                        |
| پدر براون                 | ۲۰۱۵ | بنتلی دوک   | قسمت ۳٫۱۴ "مهر مرگبار" |